# Чакры (книга)
«Чакры: монография» (англ. The Chakras: a monograph) — книга члена Теософского общества Чарлза Ледбитера, впервые опубликованная в 1927 году в Адьяре.
По мнению религиоведа Роберта Эллвуда, эта книга «уже давно» стала теософской классикой: она удачно сочетает в себе эзотерическую йогу и теософию, предлагая по-новому взглянуть на «скрытые» центры психической силы. Религиовед Олаф Хаммер писал, что данная книга является одним из двух «главных источников» теософской концепции чакр.

## Обзор тематики
После краткого обзора предмета Ледбитер рассматривает: задействованные энергии; абсорбцию «жизненности»; развитие чакр (включая «пробуждение» кундалини и непреднамеренное ясновидение); лайа-йогу.

### Силовые центры
В начале первой главы автор поясняет, что, с теософской точки зрения, «человек — это прежде всего душа», имеющая в своём распоряжении не только физическое тело, но и невидимые «тела». Ледбитер пишет:

«Чакры, или силовые центры, — это точки соединения, через которые [оккультная] энергия перетекает из одной оболочки [или тела] человека в другую. Тот, кто, хотя бы в малой степени, обладает даром ясновидения, может легко увидеть их в эфирном двойнике в виде блюдцеобразных углублений или вихрей на его поверхности».

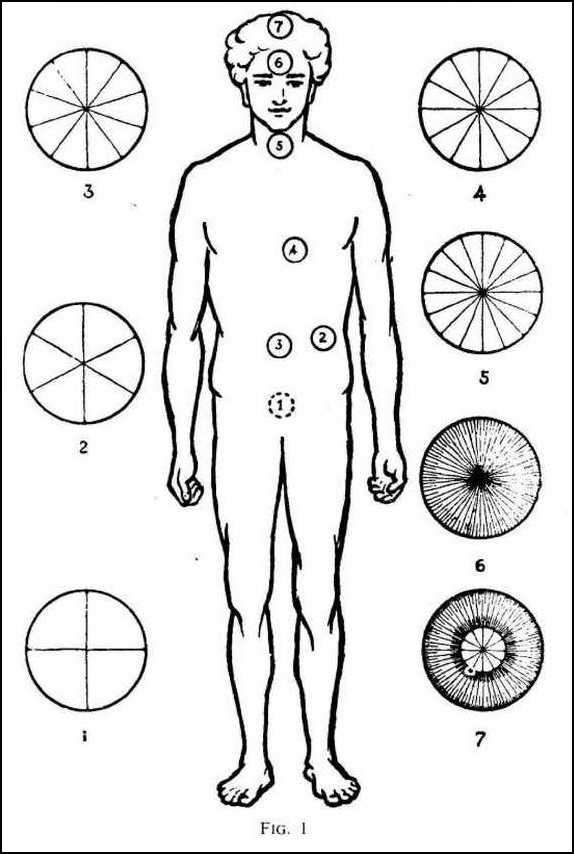
Рис. 1. Схема расположения чакр.

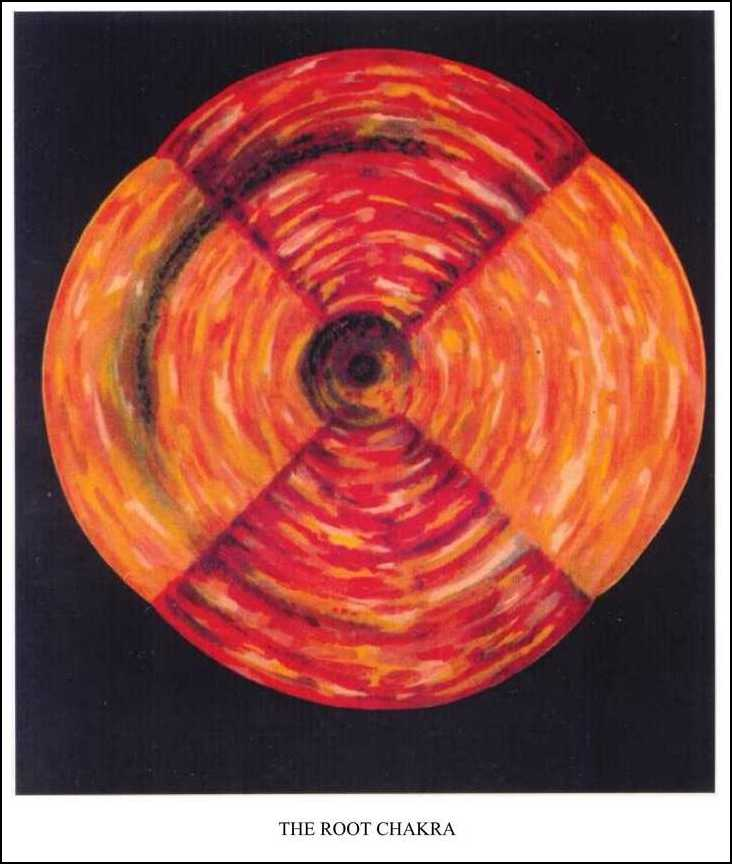
Илл. I. Корневая, или основная, чакра.

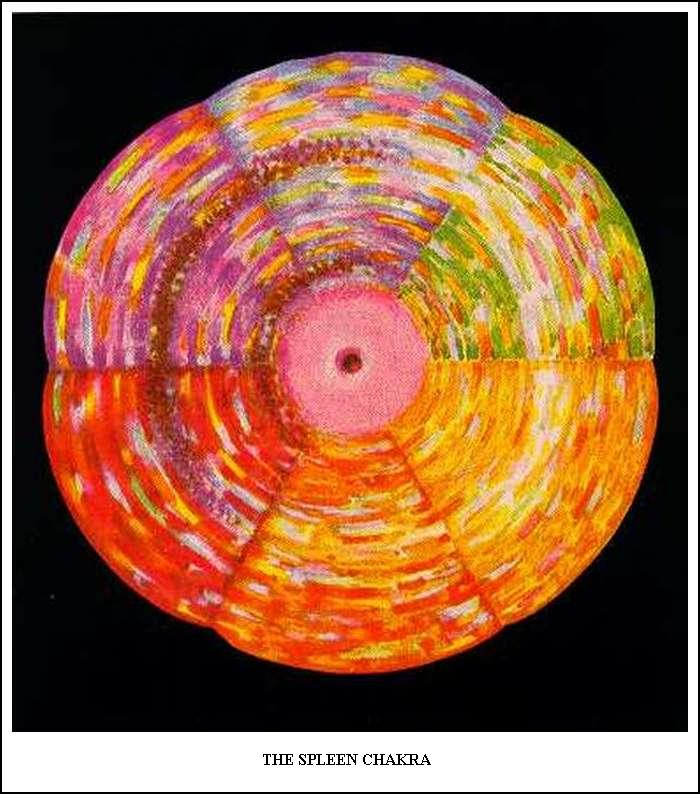
Илл. II. Селезёночная чакра.

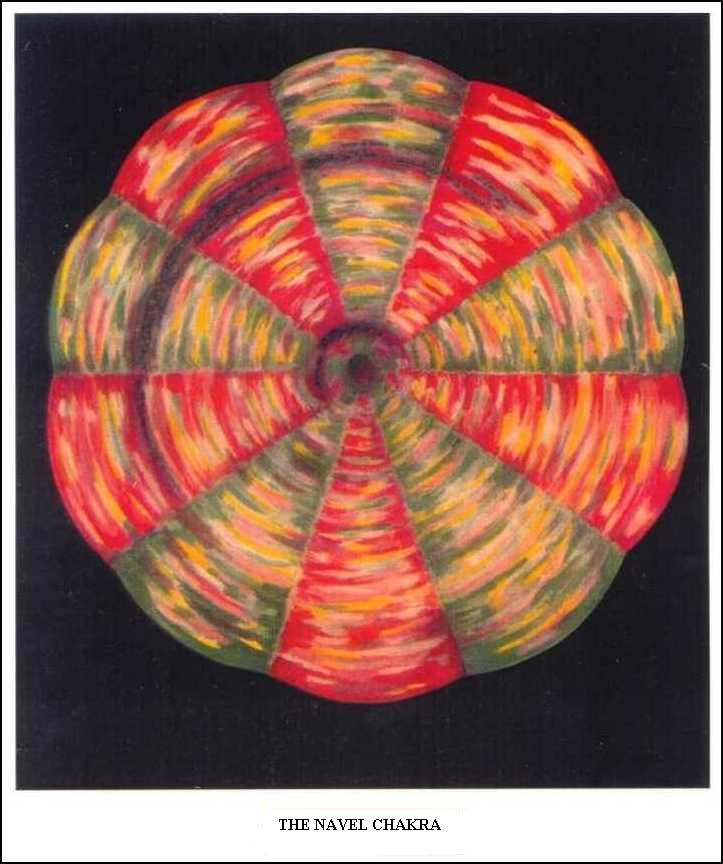
Илл. III. Пупочная, или умбиликальная, чакра.

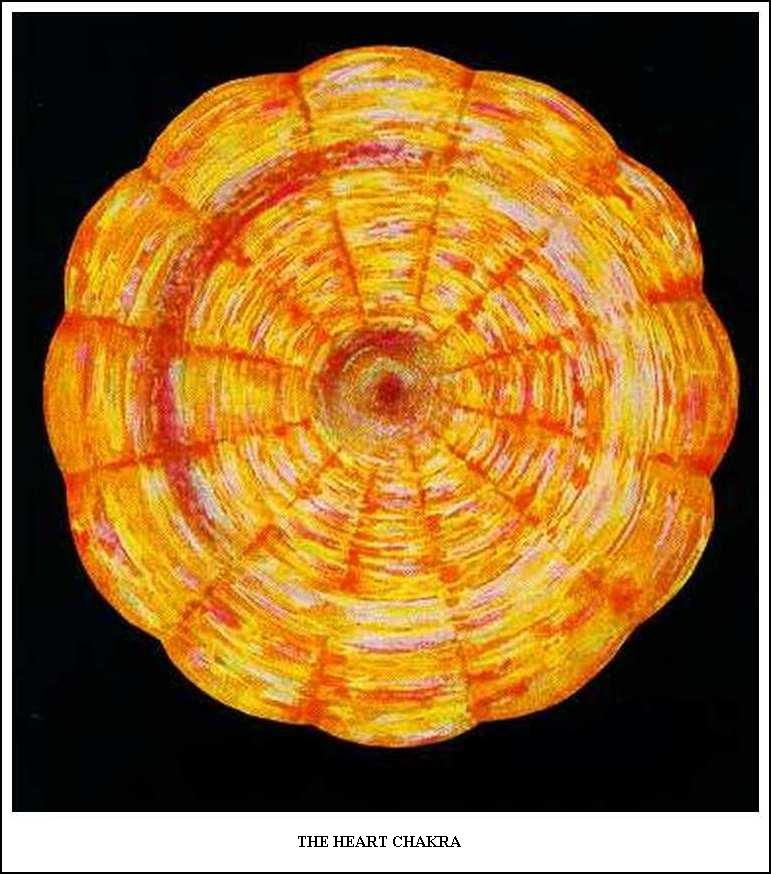
Илл. IV. Сердечная, или кардиальная, чакра.

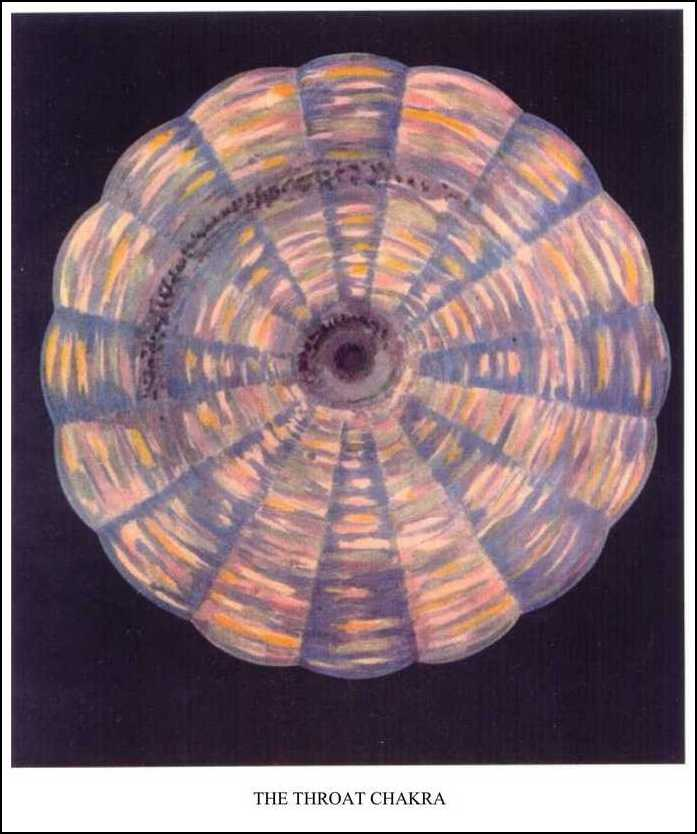
Илл. V. Глоточная, или гортанная, чакра.

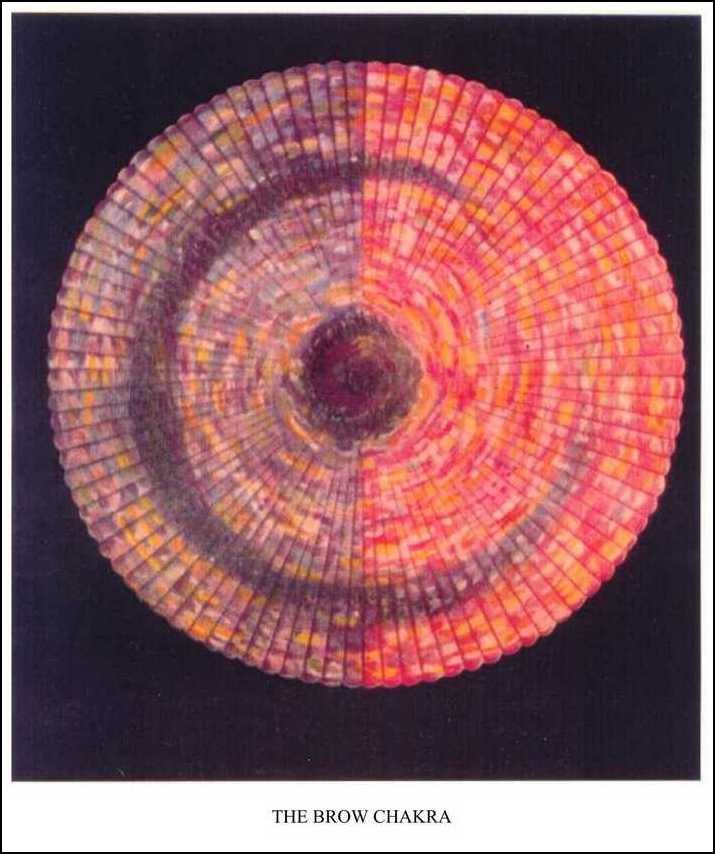
Илл. VI. Межбровная, или лобная, чакра

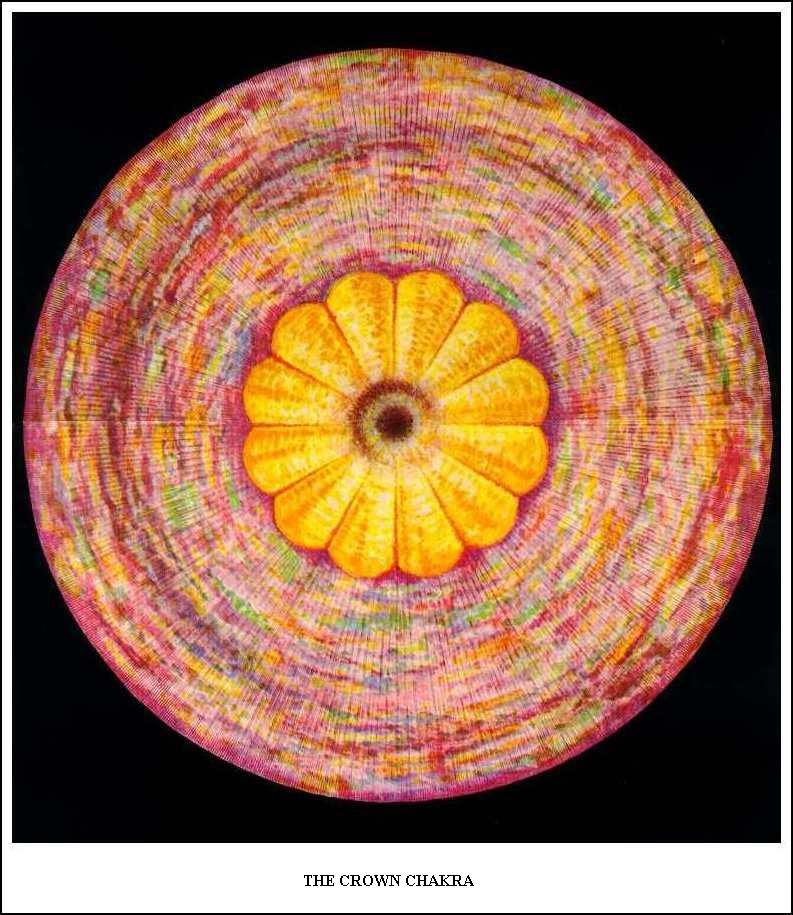
Фронтиспис. Теменная, или венечная, чакра.

На рис. 1 изображена схема расположения чакр. Чакры разных людей отличаются своими размерами и яркостью. Кроме того, иногда отчётливо заметно преобладающее развитие некоторых чакр в сравнении с другими у одного и того же человека. Если у кого-то есть явные признаки развития, связанные с определённым центром, то он не только увеличивается в размере, но и начинает «ослепительно» сиять. Ледбитер разделяет чакры на три группы: «нижнюю, среднюю и верхнюю, которые соответственно могут быть названы физиологической, личностной и духовной». Чакры физиологической группы — первая и вторая — имеют сравнительно немного «лепестков» и служат, главным образом, в качестве рецепторов двух типов оккультной энергии, которая нужна физическому телу. Это, во-первых, «змеиный огонь», который исходит от земли, и, во-вторых, «жизненность», идущая от солнца. В личностную группу входят третья, четвёртая и пятая чакры. Третья чакра принимает энергию, исходящую из нижней астральной сферы, четвёртая — из высшего астрала, и пятая — из нижней ментальной сферы. Шестой и седьмой центры активируются только после определённой степени духовного развития.
Описание иллюстраций
Первый центр (илл. I) — корневая, или основная, чакра (IAST: Mūlādhāra). Расположена в основании позвоночника. Имеет четыре лепестка красного и оранжевого цвета. При активации её цвет становится «огненно» оранжево-красным.
Второй центр (илл. II) — селезёночная чакра (в индийских книгах не упоминается). Расположена над селезёнкой. Предназначена для получения, разделения и распределения «жизненности», оккультной энергии, поступающей от солнца. Шесть её лепестков имеют цвет шести типов жизненной силы: красный, оранжевый, жёлтый, зелёный, голубой и фиолетовый.
Третий центр (илл. III) — пупочная, или умбиликальная, чакра (IAST: Manipūra). Расположена над пупком (у солнечного сплетения). Имеет десять лепестков, окрашенных в различные оттенки красного и зелёного цвета. «Тесно связана» с чувствами и эмоциями человека.
Четвёртый центр (илл. IV) — сердечная, или кардиальная, чакра (IAST: Anāhata). Расположена в области сердца. Имеет двенадцать лепестков золотистого цвета.
Пятый центр (илл. V) — глоточная, или гортанная, чакра (IAST: Viśuddha). Находится в области горла. У неё шестнадцать лепестков попеременно голубого и зелёного цвета, с серебристым оттенком.
Шестой центр (илл. VI) — межбровная, или лобная, чакра (IAST: Ājñā). Расположена между бровями. Одна её половина окрашена в розовый, смешанный с жёлтым, другая — в пурпурно-голубой цвет. Ледбитер сообщает, что в то время как в индийских книгах она описывается как имеющая только два лепестка, он установил, что каждая половина чакры подразделяется на 48 секторов, что составляет в общей сложности 96.
Седьмой центр (фронтиспис) — теменная, или венечная, чакра (IAST: Sahasrāra). Находится в верхней части головы. В процессе оккультного развития активируется, как правило, в последнюю очередь. Ледбитер утверждает, что этот центр имеет 960 лепестков, хотя в индийских книгах он описан как «тысячелепестковый лотос». Уникальная особенность этой чакры — дополнительный круг в центре, имеющий 12 золотисто-белых лепестков.

### Циркуляция жизненности

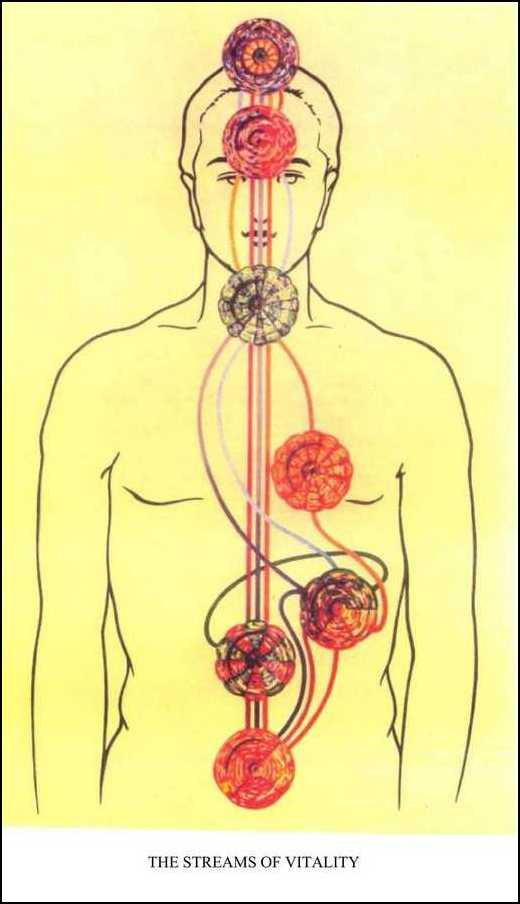
Илл. VIII. Схема распределения «жизненности».

По утверждению автора, носителями праны служат так называемые «глобулы жизненности», которые поступают в организм человека через селезёночную чакру. Данный силовой центр разделяет бесцветные глобулы на семь разноцветных потоков, поступающих затем в ту или иную чакру для поддержания функционирования органов и других систем физического тела. Цвета потоков вторичной праны следующие: фиолетовый, голубой, зелёный, жёлтый, оранжевый, красный и розовый (см. илл. VIII). Хотя жизненность семерична по своей структуре, по телу она распределяется пятью основными «лучами» (по терминологии автора), потому что, выходя из чакры, голубой и фиолетовый потоки объединяются в один фиолетово-голубой луч, так же как оранжевый и красный образуют единый оранжево-красный луч.
Далее Ледбитер пишет, что фиолетово-голубой луч направляется «вверх», чтобы обеспечить работу двух высших силовых центров. Жёлтый луч идёт к сердцу и затем ещё выше, к двенадцатилепестковому лотосу в центре теменной чакры. Зелёный луч входит в солнечное сплетение, «оживляя печень, почки, кишечник» и всю пищеварительную систему. Розовый луч известен как поставщик жизненности для всей нервной системы, и поэтому он «распространяется по всему телу». Оранжево-красный луч направляется к основанию позвоночника, активизируя репродуктивные органы и помогая также «поддерживать температуру тела».

### Оккультная практика
Ледбитер утверждает, что эфирные центры среднего человека в некоторой степени активны и служат для поддержания его физической жизни. Но кроме центров, расположенных на поверхности эфирного тела, также существуют их астральные соответствия, выполняющие 
другие функции, которые начинают действовать, когда они полностью активированы.
Пробуждение астральных центров начинается с активации кундалини, расположенной в корневой чакре. Когда кундалини достигает второй чакры, человек начинает осознавать своё присутствие в астральном мире. После активации третьего астрального центра приобретается способность чувствовать «всякого рода влияния», хотя и достаточно неопределённо. Пробуждение четвёртой чакры позволяет человеку принимать вибрации «других астральных сущностей» и отвечать на них. Когда кундалини поднимается до пятого центра, человек приобретает способность «слышать» на астральном плане. После пробуждением шестой чакры появляется дар полного «астрального видения». Пробуждение сахасрары, седьмого центра, даёт полное знание астральной жизни, наделяющее человека «совершенством способностей».
Ледбитер пишет, что «пробуждение» только астральных центров не предоставляет физическому сознанию доступа к информации астрального плана: необходимо добиться коммуникации через эфирные центры. Таким образом, активация эфирных центров даёт человеку сознание астрального плана. В каждой из школ индийской йоги есть свои методы пробуждения этих центров.
По словам Ледбитера, природа способностей, позволяющих непосредственно «видеть» микрофизические частицы, связана с аджна-чакрой:

«Межбровная чакра связана с ви́дением ещё одного типа. Именно благодаря ему достигается возможность увеличения мельчайших физических объектов. Из её центра выпускается напоминающая микроскопическую змейку крошечная гибкая трубка из эфирной материи с чем-то вроде глаза на её конце. Это особый орган, используемый в данной форме ясновидения, и глаз на конце его может расширяться или сжиматься, что связано с изменением силы увеличения в зависимости от размера исследуемого объекта».
В связи с опасностью бесконтрольной оккультной практики, в частности, экспериментов с энергией кундалини, Ледбитер пишет:

«Люди часто спрашивают меня, что́ бы я посоветовал сделать для пробуждения этой силы. И в ответ я советую им делать точно то же, что делал сам: включиться в теософическую работу и ждать ясной команды Учителя, который возьмёт на себя руководство их духовным развитием, продолжая между тем все известные им обычные занятия по медитации. Не стоит беспокоиться, в каком воплощении придёт такое развитие: в этом или в следующем, но рассматривать предмет с точки зрения Эго, а не личности, и быть абсолютно уверенным в том, что Учителя всегда наблюдают за теми, кому могут помочь. И совершенно невозможно, чтобы кто-то остался незамеченным. Несомненно, Учителя дадут свои указания, когда увидят, что надлежащее время пришло».

## Критика
По мнению британского индолога Джона Вудроффа, представление автора данной книги о чакрах и кундалини «не может считаться выражающим учение индийских йогов», в котором, в частности, седьмой «силовой центр» (сахасрара) «вовсе не называется чакрой».
Согласно Хаммеру, важнейшее различие между тантрической и теософской концепциями [йоги] заключается в буквальном толковании Ледбитером «эзотерической анатомии» и в деталях этого взгляда на человеческое тело. Адепт тантры достигает своей цели просветления и освобождения, визуализируя «жизненную силу», проходящую через «тонкие каналы» вдоль позвоночника, Ледбитер же предлагает увеличивать существующие энергетические центры, заставляя их «вращаться» с большей скоростью, через медитативные практики. По словам японского индолога Хироси Мотоямы, ему было «трудно  принять» точку зрения Ледбитера на то, что традиционное представление чакр «всегда символично», поэтому оно якобы не отражает их реального вида. Мотояма писал, что чакры, которые изучал Лидбеатер, вероятно, относились к «эфирному двойнику, а не к чакрам астрального плана».
Алиса Бейли утверждала, что многие оккультисты, в том числе и Ледбитер, ошибочно принимали за продвижение кундалини подъём «сакрального огня или силы солнечного сплетения», считая себя после этого «посвящёнными».

## Переиздания и переводы
После первой публикации в 1927 г. книга многократно переиздавалась на языке оригинала и была переведена на несколько европейских языков: испанский, немецкий, нидерландский, русский.

## Комментарии
1. ↑  В 1910 году Ледбитер изложил своё представление о чакрах в книге The Inner Life, vol. 1, sect. 5 (см. The Inner Life#Раздел «Эго и его проводники»). По мнению Хаммера, «наиболее авторитетная» интерпретация чакр была представлена западной аудитории теософами, «главным образом», Ч. Ледбитером[4].
2. ↑  Chakras, 1927[6].
3. ↑  По словам Хаммера, Ледбитер первым предположил, что чакры «являются связями», которые соединяют физическое тело и различные тонкие тела (эфирное, астральное, ментальное и другие). Теософское учение подразумевает, что чакры — это приемники и передатчики космической «жизненной силы», необходимой для существования человека.[7]
4. ↑  Chakras, 1927, p. 1. «Built into the esoteric anthropology of Theosophy was the notion that a person consists of layer upon layer of subtle bodies, totaling a number of seven»[8].
5. ↑  Cit. Chakras, 1927, p. 2[9].
6. ↑  Эллвуд писал, что Ледбитер несколько «адаптировал и модифицировал» понятие о чакрах, представив их как «вихри» в эфирном теле, а также на астральном и ментальном уровнях[11].
7. ↑  Chakras, 1927, p. 3[12].
8. ↑  Chakras, 1927, p. 2[13].
9. ↑  Автор называет оккультиста С. Мозеса в качестве примера человека со «сверкающими» чакрами, ссылаясь на его портрет, сделанный Е. П. Блаватской. Этот рисунок, о котором писал Г. С. Олкотт[14], «хранится в архивах» Теософского Общества в Адьяре (Chakras, 1927, p. 5).
10. ↑  Chakras, 1927, p. 5[15].
11. ↑  В предисловии Ледбитер указал, что иллюстрации выполнил Эдвард Уорнер (англ. Edward Warner).
12. ↑  Chakras, 1927, p. 6[18].
13. ↑  Chakras, 1927, p. 7[21].
14. ↑  Chakras, 1927, p. 8[22].
15. ↑  Chakras, 1927, Plate VIII[23].
16. ↑  Chakras, 1927, p. 27[24].
17. ↑  Элиаде писал, что «жизненная энергия» распространяется по нади, а «космическая энергия» сосредоточена в чакрах[25].
18. ↑  Chakras, 1927, pp. 28–29[26].
19. ↑  Chakras, 1927, p. 36[27].
20. ↑  Chakras, 1927, pp. 36–37[28].
21. ↑  Chakras, 1927, p. 38[29].
22. ↑  Согласно Трефилову, большинство «форм Йоги связано со сложившейся ещё в глубокой древности практикой поднятия первичной космической энергии в человеке Кундалини Шакти, заключённой в основании позвоночного столба — центре Муладхара-чакра по центральному спинномозговому каналу — Сушумне. По мере достижения восходящим потоком энергии чакр (центров биопсихического поля), лежащих вдоль Сушумны, практикующий Йогу получает различные Сиддхи (сверхспособности)».[30]
23. ↑  Cit. Chakras, 1927, p. 39[31][9].
24. ↑  Цит. «Чакры» (сборник), 2004, с. 187–188[32].
25. ↑  Согласно Элиаде, пробуждение кундалини и прохождение её по чакрам «достигается с помощью техники, основным элементом которой является остановка дыхания  (кумбхака) посредством принятия особого положения тела (асаны, мудры)»[33].
26. ↑  Элиаде отметил, что, согласно индийским писаниям, сахасрара относится к «трансцендентному плану», именно поэтому их авторы говорят о «доктрине шести чакр»[20].
27. ↑  Ледбитер не столько повторяет тантрические представления о чакрах, сколько реконструирует их. По его мнению, чакры «объективно» существуют и могут восприниматься через «психическое зрение»[36].
28. ↑  Гудрик-Кларк отметил, что Мотояма, проведя в 1980-х годах серию «электрофизиологических экспериментов», дополнил теорию Ледбитера о системе «чакр и нади», как проводников энергии в «тонких» телах[38].
29. ↑  «58 editions published between 1927 and 2013 in 4 languages and held by 1,053 WorldCat member libraries worldwide»[40].

### Издания
- Лидбитер Ч. Чакры // Лидбитер Ч. Чакры. Пёрс Дж. Мистическая спираль. — М.: Золотой Век, 1997. — С. 5—107. — 298 с. — ISBN 5-900206-33-5.